# Burg Janowiec
Die Ruine der Burg Janowiec (Zamek w Janowcu) befindet sich in Janowiec, einer Gemeinde im Powiat Puławski in der Woiwodschaft Lublin, Polen.

## Lage
Die Burgruine ist der Rest einer Höhenburg in Spornlage, die sich über der Weichsel erhob. Das Dorf Janowiec, Sitz einer Landgemeinde, befindet sich 15 Kilometer südlich der Stadt Puławy.

## Geschichte
Die Burg wurde erstmals im Jahre 1537 erwähnt. Sie wurde wahrscheinlich von Mikołaj Firlej zu Beginn des sechzehnten Jahrhunderts erbaut und von seinem Sohn Piotr (Woiwode der Woiwodschaft Ruthenien) und seinem Enkel Andrzej erweitert. Unter Andrzej baute der bedeutende Architekt Santi Gucci die Anlage 1565–1585 im Baustil der Renaissance aus. Die Burg wurde von den Schweden unter König Karl X. Gustav während der schwedischen Sintflut im Jahre 1655 zerstört.
Alle Versuche die ausgedehnte Burg wieder aufzubauen, blieben in den Ansätzen stecken. 1928 erwarb der Warschauer Archäologe Leon Kozłowski die Burg. Seine Rekonstruktionspläne wurden vom Zweiten Weltkrieg gestoppt. Auch in der Zeit des Sozialismus blieb Kozłowski Besitzer, da der Staat kein Interesse an der Liegenschaft hatte. 1975 wurde das Schloss vom Muzeum Nadwiślańskie in Kazimierz Dolny gekauft. Seit 1988 wird das Gebäude renoviert. Dabei wird das Konzept verfolgt, einen substanziellen Teil des Gebäudes als Ruine zu belassen, während der andere Teil akribisch restauriert werden soll.
Die Burg ist für Besichtigungen und Sonderveranstaltungen geöffnet.

## Aktuelle Ansichten der Burg

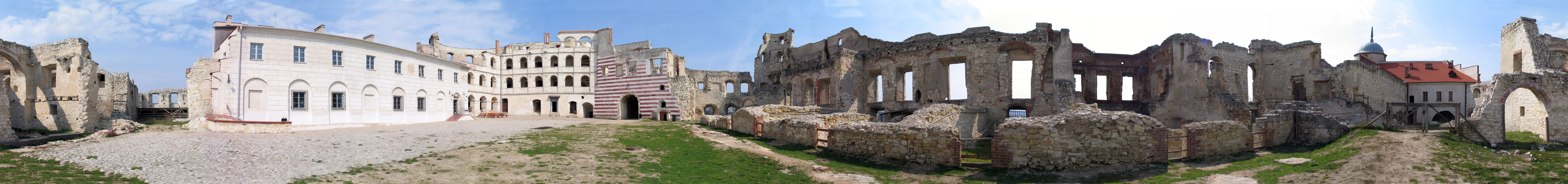
Panorama der Burg (360 Grad)

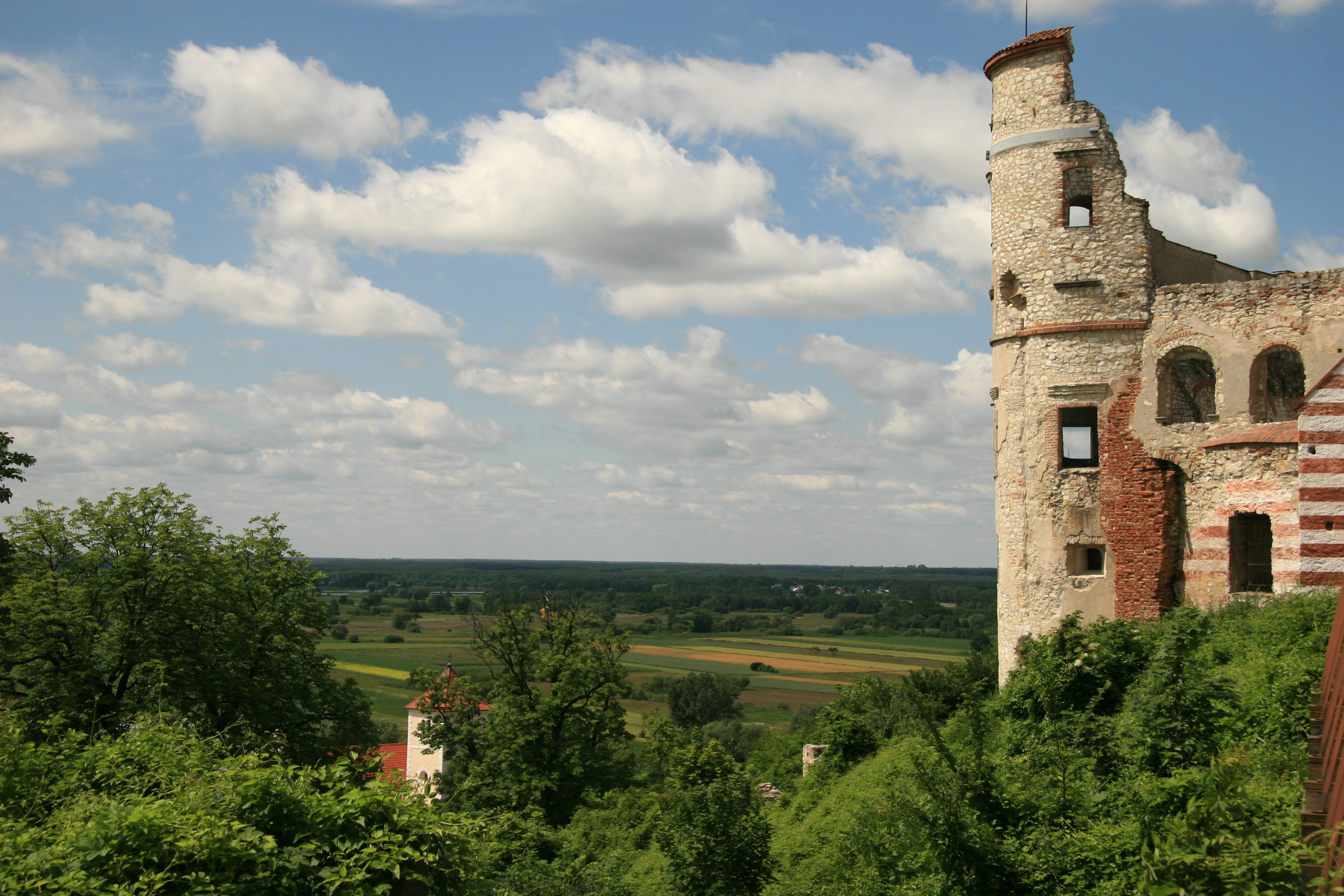
Lage über der Weichsel
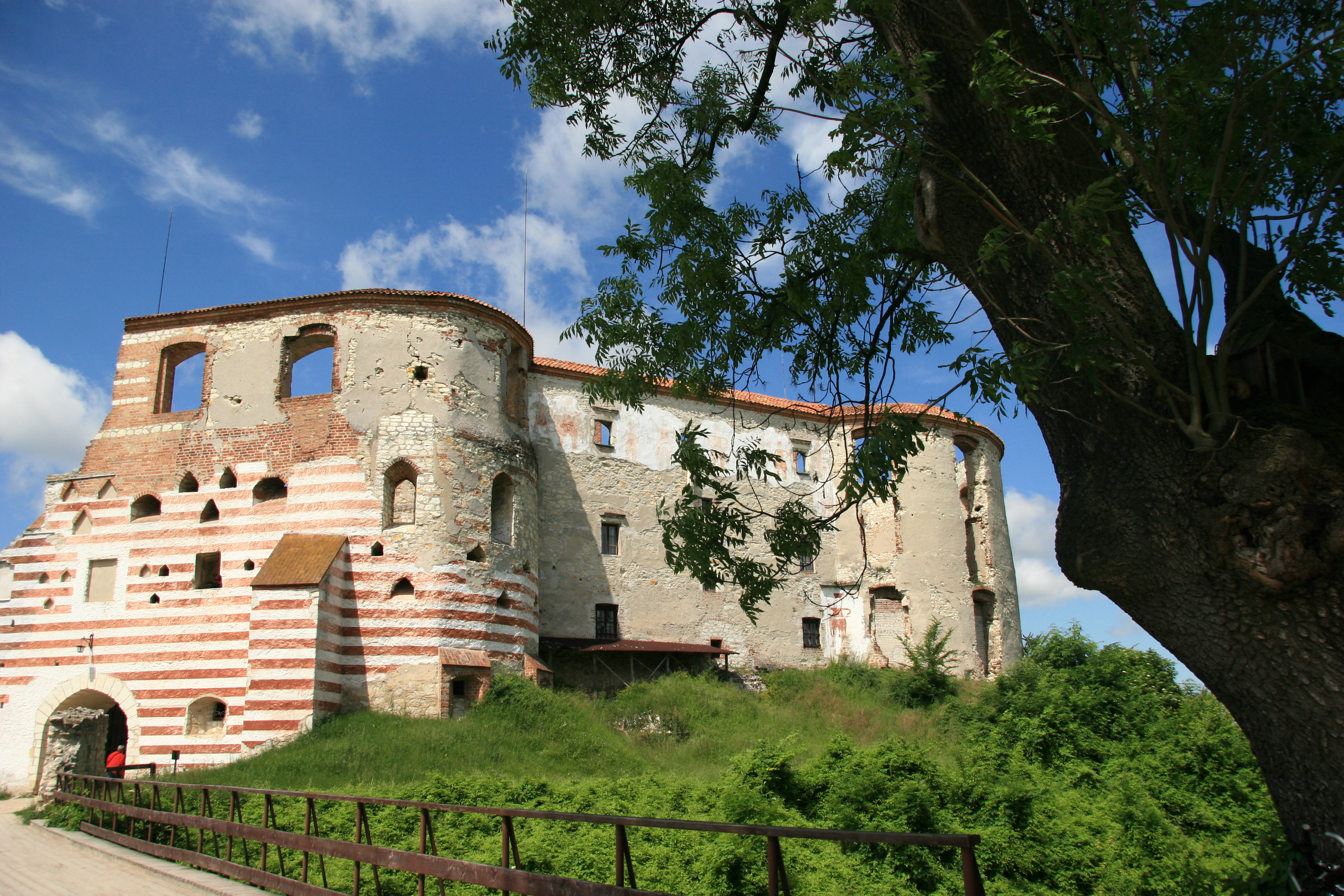
Torbereich
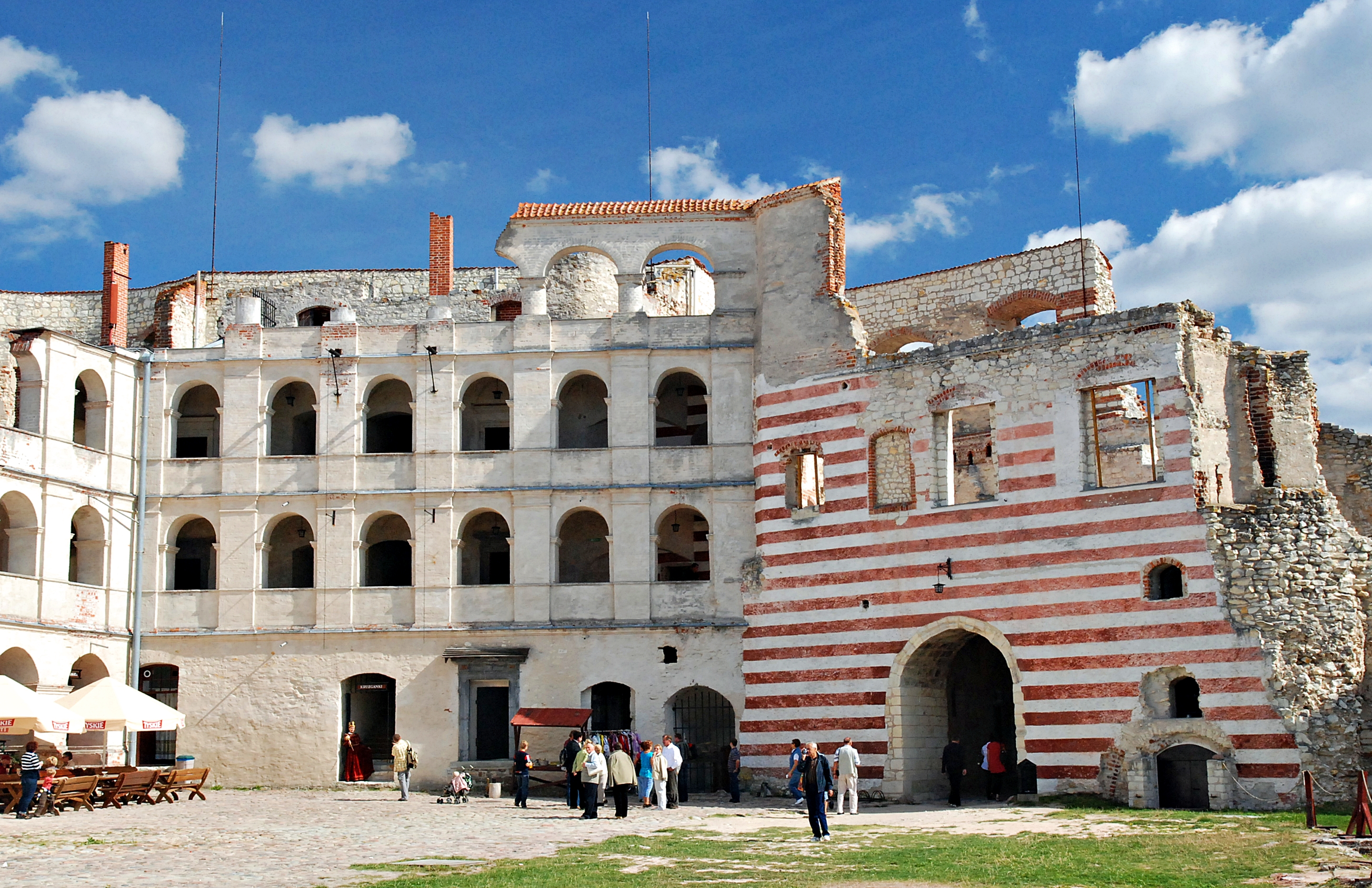
Ansicht vom Hof
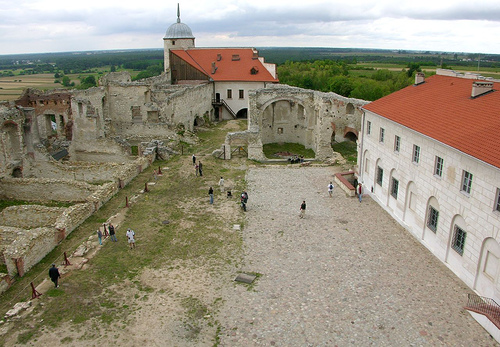
Hof der Burg